# Piz da Termin
Il Piz da Termin, detto anche Pizzo Termine, è una montagna del Canton Grigioni, situata sul territorio del comune di Rossa (Svizzera). Appartiene al gruppo di montagne del Fraciòn-Torrone Alto e si situa fra il Torrone Alto (circa 1 km a SE) e il Piz Giümela (o Piz Red, o ancora Pizzo Giumella, a poco più di 2 km in linea d'aria, direzione NNE).

## Descrizione
I suoi fianchi separano il Distretto di Riviera dalla Val Calanca. Sul suo versante nord-ovest si trova l'esile Ghiacciaio di Alto. Consta di due cime di quasi uguale altezza: quella settentrionale (ufficiale) svetta a 2899 m s.l.m. mentre quella meridionale (utilizzata quale punto di triangolazione) la supera di 3.2 m. Alla sua sommità vi si trova una croce in metallo di poco meno di due metri di altezza (rossa e bianca). Da entrambe le cime è possibile godere di una vista sulla Val Pontirone (Distretto di Riviera) e la Val Calanca. Le due vette sono collegate da una facile cresta lunga circa 100 metri.